# Thelypteris enigmatica
Thelypteris enigmatica är en kärrbräkenväxtart som beskrevs av Alan Reid Smith. Thelypteris enigmatica ingår i släktet Thelypteris och familjen Thelypteridaceae. Inga underarter finns listade.